# Solea solea
La sogliola comune (Solea solea Linnaeus 1758), nota anche commercialmente come sogliola, è un pesce d'acqua salata appartenente alla famiglia Soleidae.

## Denominazioni dialettali italiane
La sogliola è conosciuta, nelle varie regioni italiane, con nomi differenti a seconda dei diversi dialetti e lingue:
| Regione        | Denominazione                       |
| -------------- | ----------------------------------- |
| Abruzzo        | Anguatula                           |
| Calabria       | Pettinissa                          |
| Campania       | Palaia                              |
| Lazio          | Linguattola                         |
| Liguria        | Lengua secca, Sola secca, Sena-sena |
| Marche         | Anguatula                           |
| Sardegna       | Palaja di rina, Palaria, Paraiozza  |
| Sicilia        | Linguata                            |
| Toscana        | Palaia, Sfogliola                   |
| Veneto         | Sfògio                              |
| Venezia Giulia | Sfoglia, Sfoia del poro             |

## Distribuzione e habitat
Questa specie è diffusa nel Mar Mediterraneo, nel mar Nero occidentale e nell'Atlantico nord-orientale tra la Scandinavia ed il Senegal. È presente nel mar del Nord e nel mar Baltico occidentale. Vive su fondi sabbiosi o melmosi a profondità fino a 70-80 metri. D'inverno può scendere fino a 200 metri. Tollera livelli abbastanza bassi di salinità per cui si trova anche nelle acque salmastre, nelle lagune e negli estuari.

## Descrizione
Come tutti i pesci piatti è privo di pigmenti colorati sul lato cieco (il sinistro), ed occhi entrambi sul lato oculare (il destro). Il muso, arrotondato, ha la mascella superiore prominente. La pinna dorsale è unica, più lunga della pinna anale; queste due pinne sono unite alla pinna caudale (che è abbastanza piccola, arrotondata e con un bordo scuro) da una membrana ben visibile; la pinna pettorale ha spesso la punta nera.

Il colore del lato destro è beige o grigiastro con minuti punti scuri.

Misura fino a 30 cm in mar Mediterraneo mentre nell'Oceano Atlantico si catturano spesso esemplari di oltre 50 cm.

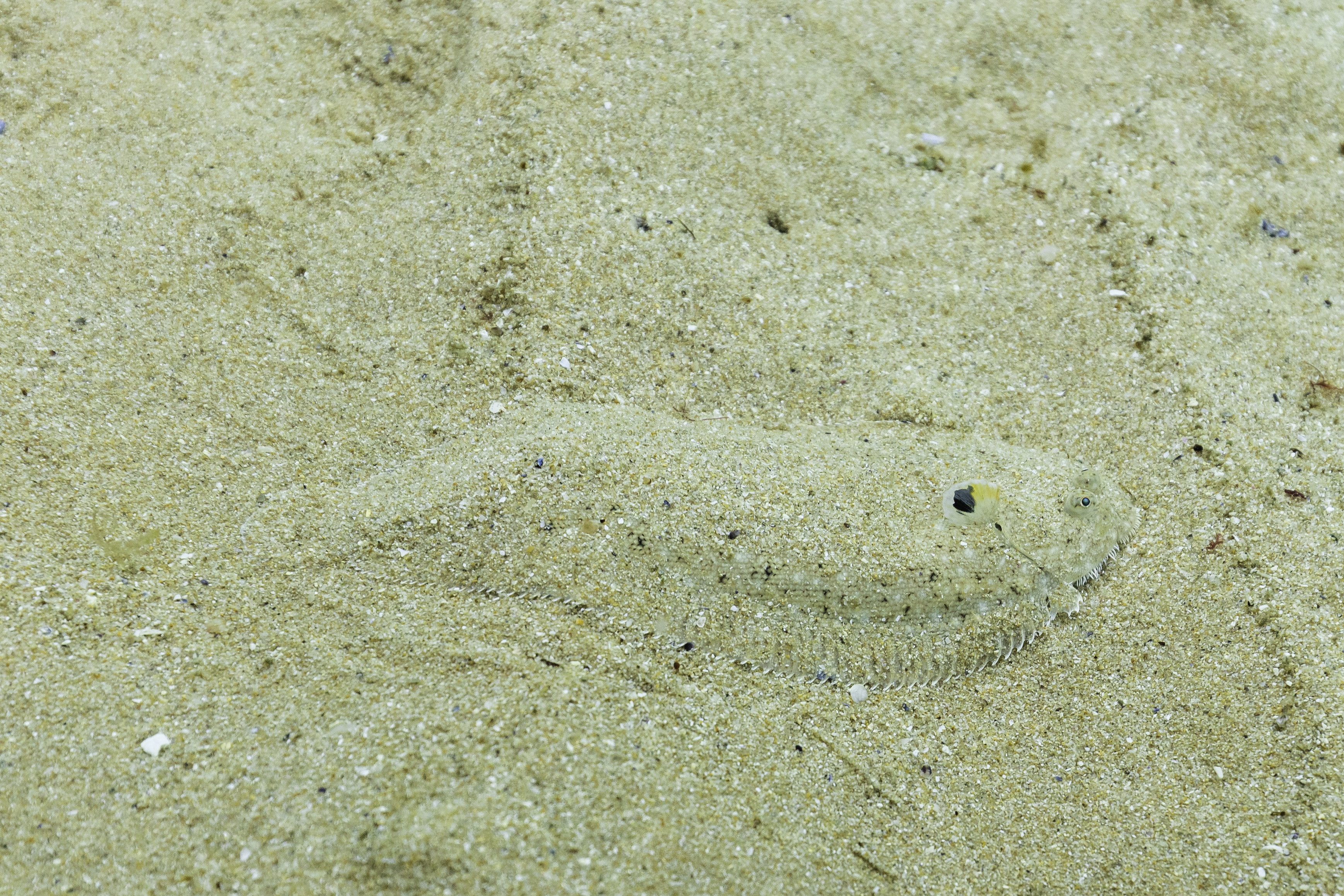
Solea solea nel suo habitat naturale, mimetizzata nella sabbia.

## Alimentazione
Si ciba di invertebrati (crostacei, molluschi, vermi, ecc..) e di piccoli pesci.

## Riproduzione e sviluppo
Si riproduce in inverno deponendo uova pelagiche.
Le larve nascono con i due occhi ai lati della testa, ma, quando il pesciolino raggiunge i 15 mm di lunghezza ed i 2 mesi di vita, l'occhio sinistro trasmigra sul lato destro ed i pochi denti della piccola bocca si spostano sul lato sinistro. Da quel momento il pesce avrà vita bentonica.

## Biologia
Questa specie passa il giorno infossata nella sabbia e esce per cacciare solo di notte. Si tratta di un animale piuttosto longevo, sembra che possa vivere circa 20 anni.

## Pesca
Le carni di questa specie sono ottime e sono ai primi posti tra i più apprezzati pesci mediterranei.

Si cattura soprattutto con apposite reti a strascico dette, a seconda delle regioni, "rapido", "sogliolara" o "sfogliara". Incappa talvolta nelle reti da posta e non abbocca che occasionalmente alle lenze. Ha grande importanza per la pesca professionale, sia nel Mediterraneo, che in altre zone marine tra cui il canale della Manica, nel Baltico e nel mar del Nord meridionale.

## Gastronomia
Culinariamente è uno dei pesci più apprezzati e più versatili: innumerevoli sono le ricette per la cottura delle sue carni, tra cui famosa è la sogliola alla mugnaia (fritta previa ricopertura con farina bianca). Viene preventivamente "pulita" sventrandola e poi levandone la pelle del dorso e la testa: dopo aver inciso la pelle sollevandone un lembo vicino alla coda, la si "strappa" tirando decisamente dal lembo così creato; la testa viene tagliata. Sfilettata, se ne ricavano quattro filetti che possono essere cucinati in svariate maniere.